# Championnat du Salvador de football 1988-1989
Navigation
Saison précédente Saison suivante
La Primera División 1988-1989 est la trente-huitième édition de la première division salvadorienne.
Lors de ce tournoi, le CD Águila a tenté de conserver son titre de champion du Salvador face aux neuf meilleurs clubs salvadoriens.
Chacun des dix clubs participant était confronté quatre fois aux neuf autres équipes. Puis les quatre meilleurs se sont affrontés lors d'une phase finale à la fin de la saison. Enfin, les vainqueurs de ces deux phases se sont disputé le titre de champion.
Seulement deux places étaient qualificatives pour la Coupe des champions de la CONCACAF.

## Les 10 clubs participants
| \| Alba Ajacutla CD Águila CD Chalatenango Cojutepeque FC Club Deportivo FAS CD Luis Ángel Firpo Alianza FC Atlético Marte CD Metapán AD El Transito \| Localisation des clubs engagés dans le championnat. |
| Alba Ajacutla CD Águila CD Chalatenango Cojutepeque FC Club Deportivo FAS CD Luis Ángel Firpo Alianza FC Atlético Marte CD Metapán AD El Transito                                                           |

| Club                | Stade                        | Capacité          | Ville        |
| Alba Ajacutla       | Stade inconnu                | Capacité inconnue | Acajutla     |
| CD Águila           | Stade Juan Francisco Barraza | 10 000            | San Miguel   |
| Alianza FC          | Stade Cuscatlán              | 45 925            | San Salvador |
| CD Chalatenango     | Stade José Gregorio Martínez | 15 000            | Chalatenango |
| Cojutepeque FC (en) | Stade inconnu                | Capacité inconnue | Cojutepeque  |
| Club Deportivo FAS  | Stade Oscar Quiteño          | 15 000            | Santa Ana    |
| CD Luis Ángel Firpo | Stade Sergio Torres          | 5 000             | Usulután     |
| CD Atlético Marte   | Stade Cuscatlán              | 45 925            | San Salvador |
| CD Metapán          | Stade inconnu                | Capacité inconnue | Metapán      |
| AD El Transito      | Stade Hanz Usko              | 3 000             | La Libertad  |

## Compétition
La compétition se déroule en trois phases :
- La phase de qualification : les trente-six journées de championnat.
- La phase finale : six journées de championnat entre les quatre meilleures équipes.
- La finale : une seule confrontation entre les deux vainqueurs des phases précédentes.

### Phase de qualification
Lors de la phase de qualification les dix équipes affrontent à quatre reprises les neuf autres équipes selon un calendrier tiré aléatoirement.
Les quatre meilleures équipes sont qualifiées pour la phase finale et le meilleur est qualifié directement pour la finale.
Le classement est établi sur l'ancien barème de points (victoire à 2 points, match nul à 1, défaite à 0).
Le départage final se fait selon les critères suivants :
- Le nombre de points.
- Un match d'appui pour départager les équipes.

#### Classement
| Rang | Équipe              | Pts | J  | G  | N  | P  | Bp | Bc | Diff |
| ---- | ------------------- | --- | -- | -- | -- | -- | -- | -- | ---- |
| 1    | Cojutepeque FC (en) | 43  | 36 | 14 | 15 | 7  | 50 | 39 | +11  |
| 2    | CD Águila (T)       | 41  | 36 | 12 | 17 | 7  | 34 | 26 | +8   |
| 3    | CD Luis Ángel Firpo | 40  | 36 | 12 | 16 | 8  | 41 | 30 | +11  |
| 4    | Alba Ajacutla       | 40  | 36 | 11 | 18 | 7  | 38 | 31 | +7   |
| 5    | CD Atlético Marte   | 39  | 36 | 12 | 15 | 9  | 40 | 34 | +6   |
| 6    | Club Deportivo FAS  | 38  | 36 | 9  | 20 | 7  | 35 | 34 | +1   |
| 7    | CD Metapán          | 33  | 36 | 11 | 11 | 14 | 43 | 42 | +1   |
| 8    | CD Chalatenango     | 31  | 36 | 7  | 17 | 12 | 30 | 33 | -3   |
| 9    | Alianza FC          | 29  | 36 | 9  | 11 | 16 | 34 | 53 | -19  |
| 10   | AD El Transito (P)  | 26  | 36 | 5  | 16 | 15 | 28 | 51 | -23  |

| Légende : Qualifications et relégations | Légende : Qualifications et relégations                                                    |
| --------------------------------------- | ------------------------------------------------------------------------------------------ |
|                                         | Qualifié pour la phase finale                                                              |
|                                         | Relégué en Segunda División                                                                |
|                                         | En gras : Qualifié pour la finale (T) : Tenant du titre (P) : Promu de la saison 1987-1988 |

### La phase finale
Lors de la phase finale les quatre équipes affrontent à deux reprises les trois autres équipes selon un calendrier tiré aléatoirement.
Le classement est établi sur l'ancien barème de points (victoire à 2 points, match nul à 1, défaite à 0).
Le départage final se fait selon les critères suivants :
- Le nombre de points.
- Un match d'appui pour départager les équipes.

#### Classement
| Rang | Équipe              | Pts | J | G | N | P | Bp | Bc | Diff |
| ---- | ------------------- | --- | - | - | - | - | -- | -- | ---- |
| 1    | CD Luis Ángel Firpo | 8   | 6 | 2 | 4 | 0 | 11 | 8  | +3   |
| 2    | Alba Ajacutla       | 7   | 6 | 2 | 3 | 1 | 10 | 5  | +5   |
| 3    | CD Águila (T)       | 6   | 6 | 1 | 4 | 1 | 10 | 9  | +1   |
| 4    | Cojutepeque FC (en) | 3   | 6 | 0 | 3 | 3 | 5  | 14 | -9   |

| Légende : Qualifications et relégations | Légende : Qualifications et relégations                             |
| --------------------------------------- | ------------------------------------------------------------------- |
|                                         | Coupe des champions de la CONCACAF 1989 (1er Tour de qualification) |
|                                         | En gras : Qualifié pour la finale (T) : Tenant du titre             |

### Finale
| 2 avril 1989                                                                                   | Cojutepeque FC (en)                    | 2:2 (a.p.)                                                                                              | CD Luis Ángel Firpo                          | Stade Cuscatlán |  |
|                                                                                                | Percival Piggot 6e · Hugo Ventura 118e | (1:1)                                                                                                   | José María Batres 5e · José María Batres 91e |                 |  |
| Hugo Ventura · Walter Quintanilla · Tuco Alfaro · Rubén Guevara · Percival Piggot · W. Ventura | Tirs au but 3:4                        | Miguel Seminario · Abraham Vásquez · Martín Duffó · Kiko Henríquez · Fernando De Moura · Leonel Cárcamo |                                              |                 |  |

## Bilan du tournoi
| Tableau d'Honneur          |                     |
| Compétition                | Vainqueur           |
| Primera División 1988-1989 | CD Luis Ángel Firpo |

| Qualifications continentales 1988-1989 |                                         |
| Coupe des champions de la CONCACAF     | Qualifiés                               |
| Premier tour de qualification          | CD Luis Ángel Firpo Cojutepeque FC (en) |

| Promotions et relégations   |                |
| Relégué en Segunda División | AD El Transito |
| Promu de Segunda División   | CD Dragon      |